# رايموند بيكمان
رايموند بيكمان (بالإنجليزية: Raymond Beckman)‏ هو لاعب كرة قدم أمريكي، ولد في 30 يونيو 1925 في سانت لويس في الولايات المتحدة، وتوفي في 13 يوليو 2011.

## وصلات خارجية
- رايموند بيكمان على موقع الاتحاد الدولي (مؤرشف)  (الإنجليزية)
- رايموند بيكمان على موقع ناشيونال فوتبول تيمز (الإنجليزية)
- رايموند بيكمان على موقع عالم كرة القدم.نت (الإنجليزية)
- رايموند بيكمان على موقع اللجنة الأولمبية الدولية (الإنجليزية)
- رايموند بيكمان على موقع أوليمبيديا (الإنجليزية)